# Ronald Zubar
Ronald Zubar (Les Abymes, 20 settembre 1985) è un ex calciatore francese, di ruolo difensore.